# Pachomiusz Woyna-Orański
Pachomiusz Woyna-Orański (ur. 1599, zm. 23 czerwca 1653) – duchowny greckokatolicki bazylianin, archimandryta żydyczyński i kobryński. W roku 1619 rozpoczął studia w Alumnacie Papieskim w Braniewie, gdzie studiował filozofię. Pisarz polemiczny, autor książki Zwierciadło albo zasłona naprzeciw uszczypliwey Perspektywie X. Kassyana Sakowicza złożonego archimandryty Dubieńsk. (Wilno 1645). Ordynariusz pińsko- turowski od 1637. Przeciwnik kalendarza gregoriańskiego.